# Moravče pri Gabrovki
Moravče pri Gabrovki – wieś w Słowenii, w gminie Litija. W 2018 roku liczyła 205 mieszkańców.